# Kanal ob Soči
Kanal ob Soči (Duits: Kanalburg; Italiaans: Canale d'Isonzo; Friulisch; Canâl) is een gemeente in de Sloveense regio Goriška en telt 5978 inwoners (2002).
Kanal grenst aan Italië. Door de gemeente stroomt de Soča.

## Plaatsen in de gemeente
Ajba, Anhovo, Avče, Bodrež, Deskle, Doblar, Gorenja vas, Kal nad Kanalom, Kambreško, Kanal, Kanalski Vrh, Krestenica, Levpa, Lig, Morsko, Plave, Ročinj, Seniški Breg, Ukanje, Zapotok

## In Kanal geboren

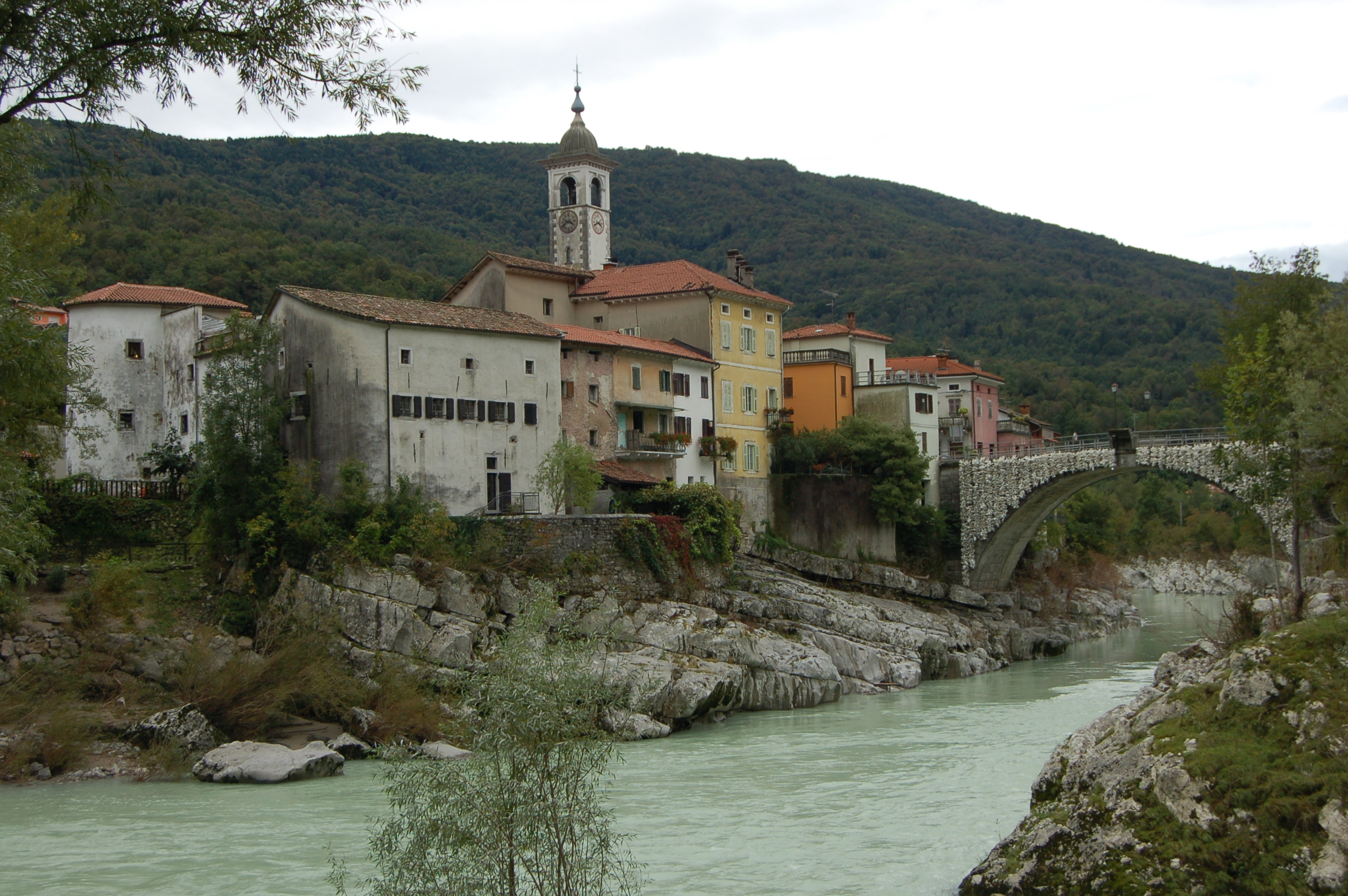
Kanal aan de Soča

- Josip Kocijančič, componist
- Avgust Armin Leban, componist

Ajdovščina · Bovec · Brda · Cerkno · Idrija · Kanal ob Soči · Kobarid · Miren-Kostanjevica · Nova Gorica · Renče-Vogrsko · Šempeter-Vrtojba · Tolmin · Vipava
1. ↑  https://pxweb.stat.si/SiStatDb/pxweb/en/10_Dem_soc/10_Dem_soc__05_prebivalstvo__10_stevilo_preb__20_05C40_prebivalstvo_obcine/05C4002S.px/table/tableViewLayout2/.